# Dominika Wolski
Dominika Wolski (née le 4 mai 1975 à Szczecin en Pologne) est une actrice polono-canadienne.

## Biographie
Née en 1975 à Szczecin en Pologne , elle s'installe avec ses parents en Amérique du Nord à l'âge de 7 ans. Elle parle polonais, anglais et français.

## Filmographie

### Au cinéma
- 2000: The Guardian
- 2001: Ripper - la blonde
- 2003: Game Over - Elaine Barker
- 2010: Fetch - Magdalena Nowak
- 2011: You and I - un top model russe
- 2012: Dragon Wasps - Gina Humphries
- 2012: Dracano - Brayden Adcox
- 2012: Tornades de pierres -  Vanessa
- 2013: Sink Hole - Heather
- 2016: Vanquisher - Miranda May

### À la télévision
- 2001: The Chris Isaak Show
- 2001: Passadena - Candy
- 2002: Jeremiah - Chloe
- 2003: Under the Cover - Tabatha
- 2003: John Doe - Bruised
- 2004: Andromeda - Hada
- 2004: Meltdown - Tamara
- 2006: Three Moons Over Milford
- 2008: JPod - Ellen
- 2010: Warren the Ape - Ludmilla Laika
- 2012: Seattle Superstorm - Sasha
- 2015: The Wrong Girl - Hana
- 2016: I Didn't Kill My Sister - Lois Summer